# Москович, Узи
У́зи Мо́скович (ивр. עוזי מוסקוביץ'‎; полное имя: Азриэ́ль Мо́скович (ивр. עזריאל מוסקוביץ'‎); род. 1 января 1964) — генерал-майор запаса Армии обороны Израиля; в последней должности: глава Управления информационных технологий и коммуникаций Генштаба Армии обороны Израиля (с октября 2011 года по март 2016 года).

## Биография

### Военная карьера
В 1982 году Узи Москович был призван на службу в Армии обороны Израиля, начал службу в бронетанковых войсках.
Исполнял различные должности в бронетанковой бригаде «Кфир». В дальнейшем возглавлял резервную бронетанковую бригаду «Ха-сус ха-дохер» и служил командиром оперативного отдела (ивр. קצין אג"ם‎) Центрального военного округа.
С 2001 по 2003 год командовал бронетанковой бригадой «Кфир». В ходе Интифады Аль-Аксы бригада под командованием Московича неоднократно исполняла контртеррористические операции в Дженине.
В 2003 году Москович был назначен командиром резервной бронетанковой дивизии «Идан». В 2005 году на дивизию «Идан» под командованием Московича была возложена задача исполнения «Плана одностороннего размежевания» в северной части сектора Газа, включая поселения Нисанит, Элей-Синай, Дугит и Нецарим.
С 2005 по 2007 год Москович служил командиром Национального центра учений сухопутных войск, командуя при этом также бронетанковой дивизией «Синай».
27 ноября 2007 года вступил на должность командира бронетанковой дивизии «Ха-Плада», сменив на посту командира дивизии в период Второй ливанской войны бригадного генерала Гая Цура. Весной 2010 года Москович был кандидатом на должность начальника Администрации по исследованию, разработке вооружений и технологической инфраструктуры, однако не был избран на этот пост. Исполнял должность командира дивизии «Ха-Плада» до 28 апреля 2010 года, а затем выехал на учёбу за рубеж.
4 августа 2011 года вышло сообщение о решении министра обороны Эхуда Барака утвердить назначение Барака на пост главы Управления информационных технологий и коммуникаций Генштаба армии, вместо уходящего в запас генерал-майора Ами Шафрана. 25 октября 2011 года Московичу было присвоено звание генерал-майора (алуф), и он вступил на данный пост.
Москович служил на посту главы управления до 28 марта 2016 года, после чего вышел в отпуск накануне выхода в запас из армии, а 13 июня 2016 года на должность главы управления вступил генерал-майор Надав Падан.

### После выхода в запас
После выхода в запас исполнял должность вице-президента ракетного и космического дивизиона израильского концерна Israel Aerospace Industries. Затем был назначен на должность генерального директора израильской ИТ-компании Wave Guard Technologies, где работал до 2023 года.
С апреля 2018 по декабрь 2021 года входил в состав совета директоров израильских компаний Migdal Insurance and Financial Holdings и Migdal Insurance Company израильского финансового конгломерата Migdal. В июне 2021 года вошёл также в состав совета директоров израильской компании информационной безопасности Hub Security, 1 мая 2022 года был назначен председателем совета директоров компании, с февраля по декабрь 2023 года был генеральным директором компании, после чего оставил этот пост и вернулся на пост члена совета директоров компании. До 2024 года также входил в инвестиционный комитет израильской краудфандинговой платформы Together.

### Образование и личная жизнь
За время службы в армии Москович получил степень бакалавра Техниона (в области аэрокосмической инженерии) и степень магистра делового администрирования израильского отделения Нью-Йоркского университета.
Женат, отец пятерых детей.